# Área metropolitana de Mankato-North Mankato
El área metropolitana de Mankato-North Mankato, o Área Estadística Metropolitana de Mankato-North Mankato, MN MSA como la denomina oficialmente la Oficina de Administración y Presupuesto, es un Área Estadística Metropolitana centrada en las ciudades de Mankato y North Mankato, en el estado estadounidense de Minnesota. El área metropolitana tiene una población de 96.740 habitantes según el Censo de 2010, convirtiéndola en la 348.º área metropolitana más poblada de los Estados Unidos.

## Composición
La zona está compuesta por los siguientes condados junto con su población según los resultados del censo 2010:
- Blue Earth– 64.013 habitantes
- Nicollet– 32.727 habitantes

## Comunidades del área metropolitana
- Con más de 10.000 habitantes:
  - Mankato
  - North Mankato

- Con 1.000 a 10.000 habitantes:
  - Eagle Lake
  - Lake Crystal
  - Mapleton
  - St. Peter

- Con 500 a 1.000 habitantes:
  - Amboy
  - Courtland
  - Lafayette
  - Madison Lake
  - Minnesota Lake
  - Nicollet
  - St. Clair
  - Good Thunder

- Con menos de 500 habitantes:
  - Pemberton
  - Skyline
  - Vernon Center

- Lugares no incorporados:
  - Klosser
  - Norseland
  - St. George